# والهالا (کارولینای جنوبی)
والهالا(به انگلیسی: Walhalla) شهری در ایالت کارولینای جنوبی کشور ایالات متحده آمریکا است که جمعیت آن در سرشماری سال ۲۰۱۰ میلادی، ۴٬۲۶۳ نفر بوده‌است.